# Meat Puppets
Meat Puppets é uma banda de rock formada em janeiro de 1980 na cidade de Phoenix, Arizona. A formação original do grupo era Curt Kirkwood (guitarra/vocal), seu irmão Cris Kirkwood (baixo) e Derrick Bostrom (bateria). Foi uma das bandas mais notáveis e mais duradouras do elenco da SST. O grupo começou como uma banda de hardcore punk, mas rapidamente lapidou seu próprio estilo, incluindo elementos do blues e do folk em sua música, de bandas como ZZ Top ou artistas como Neil Young. Com o passar do tempo, a banda amadureceu naturalmente, desenvolvendo e aperfeiçoando técnicas instrumentais e líricas, e seu estilo passou a ser tachado de rock alternativo, cowpunk, grunge e até mesmo neopsicodelia, Meat Puppets também foi uma das bandas pioneiras do movimento grunge em que influenciou Kurt Cobain até Soundgarden.
Os Meat Puppets foram influência para um grande número de bandas, tais como Nirvana, Soundgarden, Dinosaur Jr, Sebadoh, Pavement, Jawbreaker, e Sublime.

## História

### O início (1980-1990)
O Meat Puppets foi fundado pelos irmãos Curt (guitarra) e Cris Kirkwood (baixo), nascidos e criados na cidade de Phoenix, no Arizona. Quando adolescentes, os irmãos tocaram em diversas bandas de rock & roll, tendo como influência o classic rock que na época dominava o mainstream. Em 1980, logo após se formarem (numa escola Jesuíta), os irmãos finalmente criaram o Meat Puppets com o baterista Derrick Bostrom, o qual haviam conhecido na escola. Ao contrário das primeiras bandas de Curt e Cris, o Meat Puppets sofreu forte influência do punk rock durante seus primeiros anos de existência - a banda se recusava até a ensaiar, se apresentando da maneira que conseguia e podia.
Cerca de um ano após sua formação, o Meat Puppets lançou seu primeiro EP, In a Car. Naquele ponto da carreira, a banda começou a se tornar muito barulhenta, tocando um hardcore que chegava a ser violento, bastante inclinado para a vanguarda do estilo. Greg Ginn, principal guitarrista do Black Flag e o homem forte dentro da SST Records, ouviu o disco e ficou tão impressionado que ofereceu um contrato pronto para ser assinado com a gravadora. Em 1982, a banda lançava seu primeiro álbum então pela SST, que trazia um som cuja essência vinha do primeiro EP.
O Meat Puppets não havia desenvolvido uma distinção até seu segundo álbum, Meat Puppets II, lançado em 1984. A partir dali, a banda criou uma bela fusão entre o punk e o country e começou a soar como algo que ninguém nunca tinha ouvido antes. Com o novo disco, a banda começou a realizar constantes turnês e o Meat Puppets passou a cultivar um largo grupo de adeptos cult por todo os Estados Unidos, público que continuou se ampliando com o passar da década. Em 1985, era lançado o terceiro álbum, Up on the Sun. Os Puppets ganharam os holofotes fortes da mídia e a partir dali seus discos eram até avaliados em revistas especializadas. Up on the Sun também demonstrou que a banda havia modernizado seu som, se movendo para perto do tradicional blues-rock e country-rock, com uma pitada de psicodelia. Mudanças como essa eram constantes e a inclinação para o hard-rock continuou intensa no final dos anos 80, quando a banda gradualmente passou a abandonar um pouco de suas raízes no punk.
Após o lançamento do EP Out My Way em 1986, o Meat Puppets lançou dois álbuns bastante criticados pela mídia - Mirage e Huevos -, em 1987. Com o lançamento de Mirage, a banda se estabilizou como muitas das que ficam famosas por tocar e comparecer à rádios de faculdades e universidades americanas, além de conquistarem um público bastante amplo dentro do circuito underground e alternativo. Monsters, o último disco lançado pela SST, saiu em 1989 e foi o estopim para que a banda passasse a cultivar mais o espírito e a essência do heavy e do hard-rock, visivelmente notados ao longo dos anos 90. Apesar do som franco e honesto de Monsters, o disco não foi bem recebido pelos admiradores da banda, e continuou a se afirmar nas rádios universitárias apenas. Em 1990, a SST lançou a coletânea No Strings Attached.

### Nova gravadora (1991-1995)
Em 1991, a banda assinou com uma nova gravadora, a major label London Records.  Dois anos após seu último álbum, a banda lançou Forbidden Places, mas o disco não obteve muito sucesso. Nos dois anos seguintes, o Meat Puppets permaneceu relativamente calado, realizando poucos shows pelos Estados Unidos.
O grande triunfo da banda só viria no final de 1993 - convidados por Kurt Cobain, os irmãos Kirkwood participaram da gravação do disco MTV Unplugged in New York, o álbum acústico do Nirvana. Cobain, grande admirador do Meat Puppets, interpretou três canções dos Puppets naquela apresentação. Os holofotes do momento começaram a se voltar para aquela banda desconhecida, mas amada por Kurt. A exposição da banda naquele MTV Unplugged a preparou para seu grande sucesso comercial, que veio com o disco Too High to Die, de 1994, disco de maior sucesso do grupo. Lançado simultaneamente com a exibição do acústico do Nirvana, o álbum não chegou a ganhar muita atenção num primeiro momento, mas após o trágico e triste suicídio de Kurt Cobain em abril de 1994, o single "Backwater" começou a se mover. As rádios se viram obrigadas a soltar diariamente a música e as repetitivas exibições do acústico continuavam estendendo a banda para um público maior. Em meados de 1994, "Backwater" tornou-se um hit autêntico e genuíno, subindo para a posição de número dois nas paradas de rock. Nenhum dos outros singles de Too High to Die catapultaram a banda para tão longe, mas o álbum foi um sucesso da mesma forma. Uma grande turnê foi feita para a disseminação do álbum e inclusive um guitarrista extra foi escalado para a realização dos shows.
A banda lançou seu próximo e último trabalho com a formação original, No Joke!, no outono norte-americano de 1995. Entretanto, o álbum recebeu avaliações medianas e muito pouca exposição. Acabou por desaparecer das paradas e das rádios meses depois de ser lançado. Na turnê do disco, junto com o Stone Temple Pilots, o uso de drogas pela banda piorou, principalmente para Cris, e a banda entrou em hiato.

### Hiato e reunião (1996-2001)
Após o desaparecimento da banda, Derrick Bostrom gravou um EP para o selo Armadillo em 1996 sob o nome de Today's Sounds, e subseqüentemente passou a trabalhar com a mídia em diversos formatos, além de supervisionar o website do Meat Puppets.
Para Cris, a situação piorou cada vez mais. A mãe dos Kirkwood faleceu em dezembro de 1996 e a esposa de Cris, Michelle Tardiff, sofreu uma overdose e morreu em agosto de 1998. Após permanecer no anonimato durante um tempo, Cris começou seu tratamento dos vícios em drogas. Naquele tempo, a gravadora da banda, London Records, foi comprada pela mega-corporação Universal.
Curt se mudou para Austin, no Texas, onde formou a banda Royal Neanderthal Orchestra em 1999 com os ex-membros do Pariah, Kyle Ellison (guitarra) e Shandon Sahm (bateria; filho de Doug Sahm), e o baixista do Bob Mould, Andrew DuPlantis. Logo, por razões contratuais, a nova banda passou a assumir o nome de Meat Puppets (mesmo que Bostrom ou Cris nunca tenham sido removidos da formação) e lançou o álbum Golden Lies em 2000 pela Breaking (subsidiária da Atlantic), o primeiro álbum da banda em cinco anos.

### Novo hiato (2002-2005)
Por volta de 2002, os Meat Puppets voltaram a se dissolver e Curt integrou as bandas Eyes Adrift (juntamente com o baixista do Nirvana, Krist Novoselic) e Volcano. Em 2005, ele lançou seu primeiro álbum solo, Snow.
Após agredir um policial e levar um tiro, Cris foi preso em dezembro de 2003 sem direito à fiança. A medida foi imposta pelo júri após Cris ter seu histórico policial examinado. As prisões anteriores feitas sob posse de droga e as violações cometidas durante liberdade condicional foram fatores determinantes para a decisão. A causa de sua permanência na prisão, entretanto, foi devido a um crime maior cometido. Ele foi liberado em julho de 2005.
Derrick não se envolveu em grande escala com a música, mantendo apenas um blog.

### Segunda reunião (2006-presente)
Em 24 de março de 2006, Curt Kirkwood atiçou os fãs dos Puppets através de sua página no MySpace, que indagava: "Pergunta a todos! A volta do Meat Puppets, em sua formação original, agradaria a alguém? Precisamos ouvir a opinião de vocês - querem uma reunião?!". A resposta dos fãs foi esmagadora de tão positiva. Em apenas duas horas, o 'boato' de que a volta dos Meat Puppets estava perto voou. Contudo, uma nota postada por Derrick Bostrom no site oficial da banda desmentia o falatório.
Em abril de 2006, a Billboard informou que os irmãos Kirkwood se reuniriam sem Bostrom. Embora o baterista da banda Primus, Tim Alexander, fora anunciado como o novo baterista, o posto foi atribuído a Ted Marcus. O novo trio gravou um novo álbum, Rise to Your Knees, lançado pela Anodyne Records em 17 de julho de 2007, e seguiu em turnê durante 2007 e 2008.
Em 2008, a banda assinou com a gravadora Megaforce e começou a gravar material novo. O novo álbum, Sewn Together, foi lançado em 12 de maio de 2009. Shandon Sahm voltou ao posto de baterista após a saída de Ted Marcus, em novembro de 2009.
O décimo terceiro álbum da banda, Lollipop, foi lançado em 12 de abril de 2011. Para a turnê, o filho de Curt, Elmo, entrou como segundo guitarrista da banda.
Em outubro de 2012, a banda anunciou o término das gravações do seu novo disco. Rat Farm será lançado em abril de 2013.

## Membros
| Membros Atuais - Curt Kirkwood – guitarra, vocal (1980–1996, 1999–2002, 2006–presente) - Cris Kirkwood – baixo, vocal de apoio (1980–1996, 2006–presente) - Shandon Sahm – bateria (1999–2002, 2009–presente) Turnês - Elmo Kirkwood - guitarra (2011–presente) | Membros antigos - Derrick Bostrom – bateria (1980–1996) - Andrew Duplantis – baixo (1999–2002) - Kyle Ellison – guitarra (1999–2002) - Ted Marcus – bateria (2006–2009) |

## Discografia

### Álbuns de estúdio
- Meat Puppets (1982)
- Meat Puppets II (1984)
- Up on the Sun (1985)
- Mirage (1987)
- Huevos (1987)
- Monsters (1989)
- Forbidden Places (1991)
- Too High to Die (1994)
- No Joke! (1995)
- Golden Lies (2000)
- Rise to Your Knees (2007)
- Sewn Together (2009)
- Lollipop (2011)
- Rat Farm (2013)

### EPs
- In a Car (1981)
- Out My Way (1986)
- Raw Meat (1994)
- You Love Me (1999)

### Compilações
- No Strings Attached (1990)
- Meat Puppets 8 (1999)
- Classic Puppets (2004)
- Rare Meat (2005)

### Ao vivo
- Live in Montana (1999)
- Live (2002)

## Singles
- 1985 – "Swimming Ground"
- 1987 – "Get on Down"
- 1987 – "I Am a Machine"
- 1987 – "I Can't Be Counted On"
- 1989 – "Light"
- 1991 – "Sam"
- 1991 – "Whirlpool"
- 1994 – "Backwater"
- 1994 – "We Don’t Exist"
- 1994 – "Tender Cuts"
- 1994 – "Meat Puppets Promo"
- 1994 – "Roof with a Hole"
- 1994 – "Lake of Fire"
- 1995 – "Scum"
- 1996 – "Taste of the Sun"
- 2000 – "Armed and Stupid"